# 巴博薩翼龍屬
巴博薩翼龍屬（屬名：Barbosania）是翼龍目鳥掌翼龍科的一屬，化石發現於巴西東北部，屬於桑塔納組（Santana Formation）的Romualdo段，地質年代約白堊紀早期的阿爾比階到森諾曼階交界。
在2011年，埃伯哈德·弗雷伊（Eberhard Frey）、Ross A. Elgin將化石敘述、命名。模式種是長吻巴博薩翼龍（B. gracilirostris）。屬名是以保存標本的博物館教授Miguel Barbosa為名；種名是在拉丁文意為「修長的口鼻部」，意指修長的頭顱骨前半段。
正模標本（編號MNHS/00/85）是一個幾乎完整的身體骨骼與頭顱骨，缺少後肢與大部分頸椎，部分關節仍連接、化石沒被擠壓變形。這個化石可能是亞成年個體，但許多部分的骨縫已癒合，顯示牠們可能已完全成長。巴西商人將這個化石賣給Miguel Barbosa，再經由卡爾斯鲁厄自然史博物館清理母岩、處理化石。數個被歸類於巴西翼龍的標本，可能是屬於巴博薩翼龍。
巴博薩翼龍是種中型翼手龍類。頭顱骨長39.2公分，後段主體長20.95公分。從側面看，口鼻部長、前端稍為朝上。不同於其近親，巴博薩翼龍的上下頜缺乏中央隆脊。頭顱頭頂端也沒有頭冠。研究人員認為這些特徵與年齡成長、性別差異無關。研究人員發現一個自衍徵：背椎有13節，而非12節。巴博薩翼龍的前四對牙齒非常長，朝向前方，適合捕抓身體易滑的魚類、水中動物。上頜每邊有至少24顆牙齒，下頜每邊有20顆牙齒，總記約88顆牙齒。
巴博薩翼龍被歸類於鳥掌翼龍超科的鳥掌翼龍科。